# Ecstasy (album, Kissin' Dynamite)
Ecstasy je šesté studiové album německé hardrockové hudební skupiny Kissin' Dynamite. Vydáno 6. července 2018 prostřednictvím společnosti Metal Blade Records. Producentem alba byl sám zpěvák skupiny, Johannes Braun. Jako host se na desce podílela německá zpěvačka Anna Brunner. Skupina desku začala skládat v létě roku 2017, hudba je dílem Brauna, texty psal bubeník Andi Schnitzer. Textově se všechny písně na albu zabývají „intenzivními a někdy i extrémními emocemi lidí“. Na přebalu alba je fotografie dámy kouřící cigaretu.

## Seznam skladeb
| Pořadí         | Název                  | Délka |
| -------------- | ---------------------- | ----- |
| 1.             | I've Got the Fire      | 4:32  |
| 2.             | You're Not Alone       | 4:28  |
| 3.             | Somebody's Gotta Do It | 3:53  |
| 4.             | Ecstasy                | 4:10  |
| 5.             | Still Around           | 4:17  |
| 6.             | Superhuman             | 4:11  |
| 7.             | Placebo                | 4:01  |
| 8.             | Breaking the Silence   | 4:34  |
| 9.             | Waging War             | 4:16  |
| 10.            | One More Time          | 4:04  |
| 11.            | Heart of Stone         | 4:30  |
| 12.            | Wild Wind              | 3:48  |
| 13.            | No Time to Wonder      | 4:28  |
| Celková délka: | Celková délka:         | 55:12 |

## Sestava
- Johannes Braun – zpěv
- Ande Braun – elektrická kytara
- Jim Müller – elektrická kytara
- Steffen Haile – basová kytara
- Andi Schnitzer – bicí

Hosté
- Anna Brunner – zpěv